# Gare de Woolwich Arsenal
La gare de Woolwich Arsenal (en anglais : Woolwich Arsenal station, est une gare ferroviaire de la North Kent Line (en). Elle  est située sur la Woolwich New Road à Woolwich dans le borough londonien de Newham sur le territoire du Grand Londres, en zone 2 Travelcard.
Elle est en correspondance avec la station Woolwich Arsenal (DLR) du Métro léger Docklands Light Railway (DLR).

## Situation ferroviaire
La gare de Woolwich Arsenal est établie sur la North Kent Line (en), entre les gares de Woolwich Dockyard (en) et de Plumstead (en).